# Yaxchilán
Yaxchilán was een stadstaat van de Maya's.
De overblijfselen van de stad zijn gelegen in een grote lus van de rivier de Usumacinta, die nu de grens tussen Mexico en Guatemala vormt. Dit was in het westelijk deel van de zuidelijke laaglanden van de Maya's, tegen de uitlopers van de hooglanden aan. Voor toeristen is deze plaats alleen per boot bereikbaar, de tocht duurt ongeveer een half uur.
Yaxchilan betekent Groene Stenen in de taal van de Maya's.
De stad werd lange tijd geregeerd door de dynastie van Yat-Balam, de eerste ahau van de stad waar men weet van heeft. Hij stichtte zijn dynastie omstreeks het jaar 320 en de stad werd pas zo'n vijfhonderd jaar later verlaten.